# Holding Out for You
Holding Out for You è un singolo del rapper italiano Fedez, pubblicato l'11 gennaio 2019 come terzo estratto dal quinto album in studio Paranoia Airlines.

## Descrizione
Il brano è bilingue, cantato in italiano e inglese, e vede la collaborazione della cantante svedese Zara Larsson.

## Video musicale
Il video, diretto da Mauro Russo e girato al casinò di San Pellegrino Terme, è stato reso disponibile il 15 gennaio 2019 attraverso il canale YouTube del rapper e ha come protagonisti gli stessi artisti.

## Tracce
Testi e musiche di Federico Leonardo Lucia, Michele "Canova" Iorfida, Daniele Lazzarin, Lorenzo Sarti, Dani Poppit, Iacopo Pinna, Giovanni Grandi e V. Vipra.
1. Holding Out for You (feat. Zara Larsson) – 3:01

## Formazione
- Fedez – voce
- Zara Larsson – voce aggiuntiva
- Dani Poppit – cori
- Michele "Canova" Iorfida – produzione, realizzazione, registrazione, missaggio
- Lorenzo Sarti – produzione aggiuntiva
- Iacopo Pinna – produzione aggiuntiva
- Badhabit – produzione aggiuntiva
- Marco Peraldo – montaggio, ingegneria del suono
- Michael Gario – montaggio, ingegneria del suono
- Antonio Baglio – mastering

## Classifiche
| Classifica (2019) | Posizione massima |
| ----------------- | ----------------- |
| Italia            | 4                 |